# Forradalmi Törvényszék

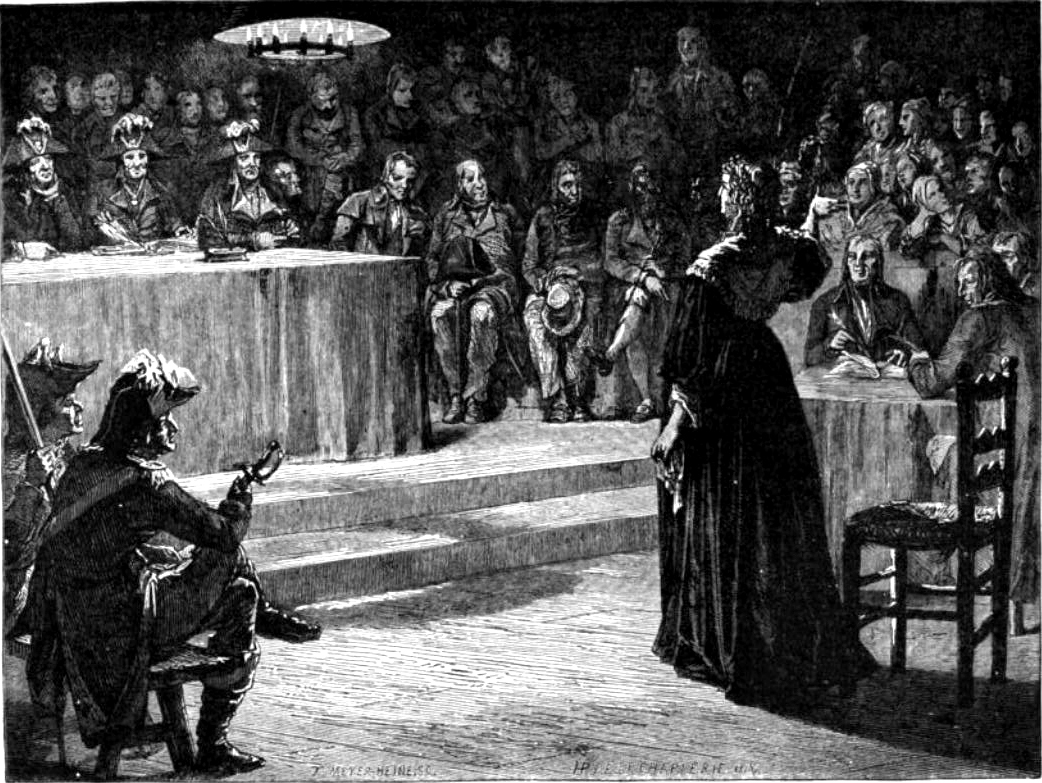
Mária Antónia francia királyné a Forradalmi Törvényszék előtt

A Forradalmi Törvényszék (franciául Tribunal révolutionnaire) a francia forradalom alatt, 1792–1795 között Párizsban működő, rendkívüli hatalommal felruházott bírói testület. Rövid, 1792. augusztus 17. és november 29. közötti ideiglenes működés után 1793. március 10-én a Nemzeti Konvent hívta életre a törvényszéket, amely a jakobinus diktatúra és a terror fő eszközévé vált. Ítéletei ellen fellebbezésnek helye nem volt, s a testület ezrekre szabott ki halálbüntetést koholt vádakkal, nyomozati vizsgálat nélkül. A törvényszék küldte vesztőhelyre, guillotine alá többek között a girondistákat, Mária Antóniát, Antoine Barnave-ot, Jacques-René Hébert-t, Georges Jacques Dantont, Camille Desmoulins-t és Antoine Lavoisier-t. Az ártatlan áldozatok miatt a társadalom egyre szélesebb rétege fordult szembe a Forradalmi Törvényszékkel, amely a jakobinus diktatúra felszámolása után, 1795. május 31-én befejezte működését.